# Kuta Batu II
Kuta Batu II is een bestuurslaag in het regentschap Aceh Tenggara van de provincie Atjeh, Indonesië. Kuta Batu II telt 819 inwoners (volkstelling 2010).